# Gastó III de Bearn
El vescomte Cèntul IV de Bearn (mort en 1058) va tenir un fill dit Gastó que va morir abans de 1045 (potser en 1035) i, per tant, no pogué heretar realment el títol. A pesar d'això ha passat a les cròniques com Gastó III.
L'historiador bearnès Pierre de Marca (segle XVII) va proposar la hipòtesi que Gastó hauria estat associat al poder pel seu pare. Els historiadors actuals no qüestionen aquesta teoria.
Es casà cap a 1030 amb Adalais de Lomagne, de la qual va tenir 3 fills:
- Cèntul V, vescomte de Bearn
- Oliva de Bearn
- Reina de Bearn